# Christine Deck
Christine Deck (* 8. Oktober 1980 in Hamburg) ist eine deutsche Profitänzerin und Unternehmerin.

## Leben
Christine Deck begann als 4-Jährige mit Ballettunterricht, im Alter von 7 Jahren lernte sie an einer Tanzschule zusätzlich Standard- und Lateinamerikanische Tänze. 1991 begann sie mit dem Turniertanzen. 1998 wurde sie Vizeweltmeisterin über zehn Tänze.
Mit ihrem Partner Stanislaw Massold, mit dem sie ab September 2002 tanzte, trat sie bis 2008 in der Hauptgruppe S-Standard für den Tanzsportverein Grün-Gold-Club Bremen an und war sowohl national als auch international erfolgreich. Im August 2008 wechselte das Paar ins Profilager.
2007 war sie an der Seite von Sänger Ben in der 2. Staffel der RTL-Tanzshow Let’s Dance zu sehen. Das Paar schied in der sechsten Folge aus. Im gleichen Jahr ließ sie sich für die Augustausgabe des Playboy ablichten.
Deck ist staatlich geprüfte Fachkosmetikerin und übt diesen Beruf seit 2010, als sie sich vom professionellen Tanzen verabschiedete, in ihrem eigenen Beautyinstitut in Norderstedt aus. Im August 2015 wurden sie und ihr Lebenspartner, der Unternehmer André Warkotsch, Eltern eines Sohnes.
Seit Januar 2025 betreibt sie zusammen mit ihrer Cousine Ella Deck den Podcast Deck&Deck.

## Erfolge mit Stanislaw Massold (Auswahl)
- Landes- und Gebietsmeistertitel in Standard von (2002–2006)
- Landes- und Gebietsmeistertitel über 10-Tänze (2003–2004)
- Landesmeistertitel in den lateinamerikanischen Tänzen (2003)
- 2. Platz Deutsche Meisterschaft 10-Tänze (2003)
- 2. Platz Europa Cup 10-Tänze in Kiev (2003)
- 5. Platz Deutsche Meisterschaft Standard (2005)
- 4. Platz Deutsche Meisterschaft Standard (2004–2005)
- 3. Platz World Cup in Moskau (2005)
- 3. Platz Europa Union Cup in Brno (2006)
- 3. Platz Deutsche Meisterschaft Standard (2006)
- Semifinalist beim Grand-Slam Finale in Shanghai (2006)
- 1. Platz Norddeutsche Meisterschaft (2007)
- 1. Platz Landesmeisterschaft, Bremen (2007)
- 3. Platz Deutsche Meisterschaft Standard (2007)
- Semifinale German Open Championship Professionals (2008)
- 3. Platz Rising Stars Standard (2008)
- 2. Platz Deutsche Meisterschaft Standard Professionals (2008)
- 7. Platz Weltmeisterschaft der Professionals im Standard in Bonn (2008)

## Auftritte bei Let’s Dance
| Show   | Datum      | Tänze            | Musik                                                      | Punkte       | Punkte       | Punkte       | Punkte       | Punkte       |
| Show   | Datum      | Tänze            | Musik                                                      | Hull         | Lemper       | Schöffl      | Llambi       | Gesamt       |
| ------ | ---------- | ---------------- | ---------------------------------------------------------- | ------------ | ------------ | ------------ | ------------ | ------------ |
| Show 1 | 14.05.2007 | Cha-Cha-Cha      | Ain't No Mountain High Enough (Marvin Gaye & Tammi Terell) | 4            | 6            | 6            | 4            | 20           |
| Show 2 | 19.05.2007 | Quickstep        | Wonderwall (Oasis)                                         | 5            | 8            | 7            | 5            | 25           |
| Show 3 | 26.05.2007 | Jive             | Love Really Hurts Without You (Billy Ocean)                | 7            | 7            | 7            | 5            | 26           |
| Show 4 | 02.06.2007 | Slowfox          | Fly Me To The Moon (Frank Sinatra)                         | 8            | 9            | 8            | 5            | 30           |
| Show 5 | 09.06.2007 | Samba            | Freedoom! (George Michael)                                 | 7            | 8            | 7            | 5            | 27           |
| Show 5 | 09.06.2007 | Wiener Walzer    | Potter Walz (Patrick Doyle)                                | ohne Wertung | ohne Wertung | ohne Wertung | ohne Wertung | ohne Wertung |
| Show 6 | 16.06.2007 | Langsamer Walzer | When You Believe (Whitney Houston & Mariah Carey)          | 9            | 9            | 9            | 4            | 31           |
| Show 6 | 16.06.2007 | Rumba            | How Deep Is Your Love (Bee Gees)                           | 7            | 8            | 8            | 6            | 29           |

Grüne Zahl: höchste Gesamtpunktzahl von Ben & Christine
Rote Zahl: niedrigste Gesamtpunktzahl von Ben & Christine

## Filmografie (Auswahl)
- 1995–2010: diverse Tanzturniere in der Sendung Tanzbonbon (DSF)
- 2006, 2007, 2008: Werbespot CD Fetenhits Best of (Pro7)
- 2007: Let’s Dance (RTL)
- 2007: Punkt 6 / Punkt 9 / Punkt 12 (RTL)
- 2008: Aktuelle Stunde (WDR)
- 2010: Mieten, Kaufen, Wohnen (Vox)
- 2011: diverse Sendungen (Channel21)
- 2012: Sublime manucure (M6 Boutique)
- 2016: GETBI Lounge (Hamburg 1)
- 2020: Sat.1 Regionalmagazin (Sat.1 Regional)
- 2021: RTL Regionalmagazin (RTL Nord)
- 2021: N-tv News (N-tv)
- 2024: Gala TV (RTL)